# UnSun
Gli UnSun sono stati una band gothic metal polacca fondata dal chitarrista Maurycy "Mauser" Stefanowicz della band death metal Vader. Il loro album di debutto, intitolato The End of Life, è stato pubblicato il 22 settembre 2008 dalla Century Media.

## Storia del gruppo
La band fu fondata dal chitarrista Mauser della band death metal polacca Vader, con Aya come cantante. Originariamente chiamati Unseen, hanno poi cambiato il loro nome in Unsun per riflettere la loro miscela di influenze e la voce tipica del death metal melodico. Mauser e Aya aggiunsero ulteriori musicisti per completare il gruppo. Nel 2007, il gruppo ha firmato con la Mystic Production. Il loro album di debutto, "The End of Life", è stato registrato allo Studio-X nel 2008, e pubblicato in tutto il mondo, attraverso la Century Media Records.
Nel 2016 il gruppo annuncia lo scioglimento.

## Formazione

### Ultima
- Anna "Aya" Stefanowicz - voce (2006)
- Maurycy "Mauser" Stefanowicz - chitarra (2006)
- Patryk "Patrick" Malinowski - basso (2010)
- Wojtek "Gonzo" Błaszkowski - batteria (2010)

### Ex componenti
- Filip "Heinrich" Hałucha - basso (2006-2010)
- Wawrzyniec "Vaaver" Dramowicz - batteria (2006-2010)

## Discografia
- 2008 – The End of Life
- 2010 – Clinic for Dolls